# Loukov (Zlín)
Loukov (in tedesco Loukow) è un comune della Repubblica Ceca facente parte del distretto di Kroměříž, nella regione di Zlín.